# Alone Too Long
Alone Too Long – pierwszy solowy album jazzowego pianisty amerykańskiego Tommy’ego Flanagana. Nagrany 8 grudnia 1977 w Sound Ideas Studios w Nowym Jorku dla japońskiej wytwórni Nippon Columbia. LP wydany przez Denon w 1978. 28 czerwca 1994 wydany przez Denon jako CD w znacznie rozszerzonej wersji (oryginalny LP zawierał tylko nagrania wymienione w liście utworów jako pozycje 1-8).

## Muzycy
- Tommy Flanagan – fortepian

## Lista utworów
| 1.  | "Parisian Thoroughfare" (Bud Powell) |  |
|     | |  |
| 2.  | "In Your Own Sweet Way" (Dave Brubeck) |  |
|     | |  |
| 3.  | "Like a Butterfly" (Tommy Flanagan) |  |
|     | |  |
| 4.  | "Here's That Rainy Day" (muz. Jimmy Van Heusen-sł. Johnny Burke) |  |
|     | |  |
| 5.  | "Alone Too Long" (muz. Arthur Schwartz-sł. Dorothy Fields) |  |
|     | |  |
| 6.  | "Maybe September" (muz. Percy Faith, Jay Livingston-sł. Ray Evans) |  |
|     | |  |
| 7.  | "Strollin'" (Kenny Clarke) |  |
|     | |  |
| 8.  | "Billie Holiday Medley: |  |
|     | - "Glad to Be Unhappy" (muz. Richard Rodgers-sł. Lorenz Hart) - "No More" (muz. Salvador Camarata-sł. Bob Russell) - "That Ole Devil Called Love" (Allan Roberts-Doris Fisher) |  |
| 9.  | "Bean and Boys" (Coleman Hawkins) / "In Walked Bud" (Thelonius Monk) |  |
|     | |  |
| 10. | "Ultima Thule" (Tommy Flanagan) |  |
|     | |  |
| 11. | "The Very Thought of You" (Ray Noble) |  |
|     | |  |
| 12. | "Dignified Appearance" (Tommy Flanagan) |  |
|     | |  |

## Informacje uzupełniające
- Produkcja – Yosio Ozawa
- Inżynier dźwięku – Jim McCurdy
- Łączny czas nagrań – 58:17 (CD)